# تپه چیامیرگه
تپه چیامیرگه مربوط به عصر مفرغ - سده‌های میانه دوران‌های تاریخی پس از اسلام است و در شهرستان دالاهو، بخش مرکزی، دهستان بیونیج، ۷۰۰ متری غرب روستای چیامیرگه واقع شده و این اثر در تاریخ ۲۷ اسفند ۱۳۸۶ با شمارهٔ ثبت ۲۲۴۸۴ به‌عنوان یکی از آثار ملی ایران به ثبت رسیده است.